# Lu-feng (Kuang-tung)
Lu-feng (čínsky 陆丰市, pchin-jinem Lùfēngshì) je městský okres v městské prefektuře Šan-wej, která patří k provincii Kuang-tung Čínské lidové republiky. Leží na pobřeží Jihočínského moře východně od Hongkongu.
Celkem má městský okres 1,7 milionu obyvatel.
V obci Wu-kchan, která spadá do městského okresu, došlo v roce 2011 k velkým nepokojům v souvislosti s údajně korupčním prodejem zemědělské půdy činovníky Komunistické strany Číny.